# Метод Волта Діснея
Метод Волта Діснея — методика творчості, яка проводиться у формі рольової гри, в якій учасники розглядають поставлену задачу з трьох точок зору: творчої, реалістичної та критичної. Названа на честь американського мультиплікатора Волта Діснея. Автором методики є Роберт Б. Ділтс. Метод відомий також у нейролінгвістичному програмуванні (НЛП) як стратегічна модель НЛП.

## Техніка застосування
Метод може використовуватися як індивідуально, так і в групі. У варіанті групового застосування учасники займають позиції трьох ролей. Мрійник відіграє роль творчої людини, ентузіаста, який пропонує різноманітні, навіть нереальні варіанти розв'язку проблеми. Реаліст займає тверезу та прагматичну позицію і пропонує як структурувати, спланувати роботу і визначає які кроки потрібні для реалізації розв'язків проблеми. Критик намагається оцінити цінність ідей, знаходить помилки у запропонованому та ідентифікує слабкі місця у попередніх пропозиціях. Під час рольової гри учасники можуть циклічно змінювати свої ролі і продовжувати обговорення проблеми до тих пір, поки рішення не буде знайдено.
Відома також модифікація методу, у якій крім трьох оціночних ролей вводиться роль нейтрального спостерігача. З позиції нейтрального опису та постановки задачі можна починати застосування всієї методики, а потім також завершувати процес пошуку рішення нейтральним підведенням підсумку. Подальшим розширенням методу Волта Діснея є техніка шести шапок запропонована Едвардом де Боно.